# Tour des Dolomites
 (signalé en juillet 2025).
Si vous disposez d'ouvrages ou d'articles de référence ou si vous connaissez des sites web de qualité traitant du thème abordé ici, merci de compléter l'article en donnant les références utiles à sa vérifiabilité et en les liant à la section « Notes et références ».
- Archive Wikiwix
- Bing
- Cairn
- DuckDuckGo
- E. Universalis
- Gallica
- Google
- G. Books
- G. News
- G. Scholar
- Persée
- Qwant
- (zh) Baidu
- (ru) Yandex
- (wd) trouver des œuvres sur Wikidata

Le Tour des Dolomites, est une course cycliste sur route de quatre étapes pour la première éditions puis de 5 étapes, disputée en Italie dans les Dolomites massif montagneux des Préalpes orientales méridionales qui s'élève en Italie, à part environ égale entre le Trentin-Haut-Adige et la Vénétie. 

## Histoire de la course
La première édition du Tour des Domomites a lieu en 1948 pour 4 éditions de 1948 à 1951. Il s'agit d'une course à étapes, la première éditions fut gagnée par l'italien Luciano Cremonese.

## Palmarès
| Année | Vainqueur         | Deuxième           | Troisième        |
| ----- | ----------------- | ------------------ | ---------------- |
| 1948  | Luciano Cremonese | Giovanni Pinarello | Eligio Vacchiani |
| 1949  | Giacomo Zampieri  | Elio Brasola       | Giovanni Roma    |
| 1950  | Bortolo Bof       | Livio Isotti       | Elio Brasola     |
| 1951  | Giacomo Zampieri  | Giovanni Roma      | Donato Zampini   |